# Національний конгрес Аргентини
Національний конгрес Аргентини (ісп. Congreso de la Nación Argentina) — вищий орган законодавчої влади в Аргентині, що складається з двох палат: Палати депутатів (257 осіб), яка обирається на 4 роки, і Сенату (72 особи), який обирається на 6 років (по 3 сенатори від столиці і кожної провінції).

## Загальні відомості
Вибори до конгресу відбуваються за методом д'Ондта прямим голосуванням. Парламент оновлюється частинами (половина Палати депутатів і третина Сенату) кожні два роки. Кількість обрань на посаду депутата чи сенатора необмежена.
Конгрес проводить сесійні засідання з 1 березня по 30 листопада кожного року, але Президент може скликати позачергові сесії для розгляду конкретного питання або подовжувати поточні. Зала засідань Національного конгресу знаходиться у Палаці конгресу у місті Буенос-Айресі на площі Конгресу, яка розташована на західному кінці Травневої вулиці, яка веде до Травневої площі, де розташована Каса-Росада — резиденція президента Аргентини.
Кожна з палат аргентинського парламенту має певні повноваження та функції. Палата депутатів може виступати з ініціативою щодо розгляду проектів законів щодо податків і призову в армію, отримувати пропозиції законів з народу та ініціювати їх громадське обговорення, висловлювати недовіру президенту, віце-президенту, прем'єр-міністру, міністрам, членам Верховного Суду тощо.
Сенат визначає розподіл державних коштів, приймає федеральні закони, цивільний, кримінальний, торговий, трудовий та інші кодекси, може оголошувати воєнний стан, подає на затвердження президенті кандидатури суддів Верховного Суду і федеральних судів, повноважних представників, керівників Збройних Сил.
Законність рішень Конгресу перевіряє Генеральна аудиторська служба.
Члени Конгресу за конституцією мають депутатську недоторканність на час перебування на посаді. Конгресмен може бути заарештований лише у разі, якщо його застали на гарячому під час скоєння злочину.
З 1991 року діє закон про жіночі квоти на виборних посадах, який зобов'язує політичні партії включати не менше третини жінок до числа кандидатів. Завдяки цьому Аргентина має найбільшу кількість жінок-депутатів серед країн Південної Америки і входить до першої десятки за цим показником у світі.

## Нинішній склад
2023 року відбулися чергові парламентські вибори до Конгресу, на яких було оновлено половину (127) членів Палати депутатів і третину членів Конгресу (24). Новообрані парламентарії заступили на посади 10 грудня того ж року.

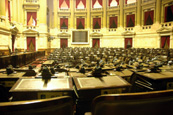
Зала засідань Палати депутатів

Політичні партії і блоки, які мають представництво у Сенаті у 2023—2025 роках:
- 33 місця — Союз за Батьківщину
- 13 місць — Громадянський радикальний союз
- 7 місць — La Libertad Avanza
- 6 місць — Hacemos Coalición Federal
- 6 місць — Республіканська пропозиція
- 3 місця — Innovación Federal
- 2 місця — Por Santa Cruz
- 1 місце — Comunidad Neuquén
- 1 місце — Por la Justicia Social

Політичні партії і блоки, які мають представництво у Палаті депутатів у 2023—2025 роках:
- 99 місць — Союз за Батьківщину
- 41 місце — La Libertad Avanza
- 37 місць — Республіканська пропозиція
- 34 місця — Громадянський радикальний союз
- 16 місць — Hacemos Coalición Federal
- 8 місць — Innovación Federal
- 6 місць — Coalición Cívica
- 5 місць — Frente de Izquierda y de Trabajadores Unidad
- 3 місця — Independencia
- 2 місця — Buenos Aires Libre
- 2 місця — Por Santa Cruz
- 2 місця — Producción y Trabajo
- 1 місце — Movimiento Popular Neuquino
- 1 місце — CREO

## Представництво від провінцій Аргентини у Національному конгресі
Верхня палата парламенту Аргентини (Сенат) складається з 72 місць — по 3 сенатори від столиці і кожної провінції. Загальна кількість місць у нижній палаті парламенту (Палаті депутатів) і кількість представників від кожної провінції залежить від результатів перепису населення і переглядається кожні 10 років. Згідно з законом 1 депутат має приходитися на 33 тисячі аргентинців. Нині у Палаті депутатів 257 місць
| Адміністративна одиниця  | Сенаторів | Депутатів |
| ------------------------ | --------- | --------- |
| Буенос-Айрес             | 3         | 25        |
| Буенос-Айрес (провінція) | 3         | 70        |
| Катамарка                | 3         | 5         |
| Чако                     | 3         | 7         |
| Чубут                    | 3         | 5         |
| Кордова                  | 3         | 18        |
| Коррієнтес               | 3         | 7         |
| Ентре-Ріос               | 3         | 9         |
| Формоса                  | 3         | 5         |
| Жужуй                    | 3         | 6         |
| Ла-Пампа                 | 3         | 5         |
| Ла-Ріоха                 | 3         | 5         |
| Мендоса                  | 3         | 10        |
| Місьйонес                | 3         | 7         |
| Неукен                   | 3         | 5         |
| Ріо-Негро                | 3         | 5         |
| Сальта                   | 3         | 7         |
| Сан-Хуан                 | 3         | 6         |
| Сан-Луїс                 | 3         | 5         |
| Санта-Крус               | 3         | 5         |
| Санта-Фе                 | 3         | 19        |
| Сантьяго-дель-Естеро     | 3         | 7         |
| Вогняна Земля            | 3         | 5         |
| Тукуман                  | 3         | 9         |